# Moss (jeu vidéo)
Pour les articles homonymes, voir Moss.
Moss est un jeu vidéo d'aventure édité et développé par Polyarc. Il est sorti en 2018 sur PlayStation 4 et Windows. Il se joue exclusivement en réalité virtuelle.
Une suite intitulée Moss : Livre II est sortie en 2022 sur PlayStation 4.

## Système de jeu
Moss est un jeu d'aventure qui se joue exclusivement en réalité virtuelle. Le joueur prend simultanément le contrôle de Quill, une petite souris, et « le Lecteur », un esprit qui guide le héros, avec respectivement la manette et le casque VR.